# Ланд, Тиго
Тиго Ланд (нидерл. Tygo Land; 11 января, 2006) — нидерландский футболист, полузащитник клуба ПСВ.

## Клубная карьера
Воспитанник «Пейзе» и «Херенвена», в 2022 году Тиго Ланд присоединился к академии ПСВ. 12 августа 2023 года дебютировал в Эредивизи, выйдя на замену в матче против «Утрехта». В июле 2024 года Ланд продлил свой контракт с ПСВ до 2029 года.

## Карьера в сборной
Выступал за сборные Нидерландов до 16 и до 17 лет.

## Достижения
ПСВ
- Чемпион Нидерландов (2): 2023/24, 2024/25
- Обладатель Суперкубка Нидерландов: 2025

Сборная Нидерландов (до 19)
- Чемпион Европы (до 19 лет): 2025